# Eni Plenitude
Eni Plenitude S.p.A. Società Benefit (precedentemente Eni gas e luce S.p.A. Società Benefit) è un’azienda italiana controllata al 100% da Eni che integra la vendita e commercializzazione di gas ed energia elettrica per famiglie e imprese con la produzione di energie rinnovabili e la gestione dei punti di ricarica per veicoli elettrici.
Con la controllata Be Charge gestisce oltre 18.000 punti di ricarica per veicoli elettrici.

## Storia
Eni gas e luce nasce il 1º luglio 2017 a seguito della trasformazione della precedente divisione Gas & Power in una nuova società retail per gas e luce sottoposta alla direzione e al controllo di Eni. È guidata da Rita Marino e Stefano Goberti, rispettivamente presidente e amministratore delegato della società dal 5 novembre 2021.
La società è parte del gruppo Eni, che fu fondato da Enrico Mattei nel 1953 e che negli anni novanta, cessato il monopolio pubblico nel mercato dell'energia, divenne una società per azioni.
Dall'anno della sua fondazione Eni gas e luce è presente nel mercato libero e nel mercato di maggior tutela per l'offerta gas, nel solo mercato libero per l’offerta luce. A luglio 2021, Eni gas e luce ha aggiornato il proprio statuto societario in Società Benefit diventando la prima azienda del settore dell’energia in Italia ad adottare tale dicitura: gli impegni perseguiti dalla società sono sostenuti dall’integrazione delle attività di energia rinnovabile di Eni in Eni gas e luce.
Il 22 novembre 2021 Eni ha presentato, durante l’evento del Capital Markets Day alla Borsa di Milano, una nuova società che unisce la produzione da rinnovabili, la vendita di energia e servizi energetici e una rete di punti di ricarica per veicoli elettrici: a partire dal 7 marzo 2022, pertanto, Eni gas e luce ha cambiato nome ed è diventato ufficialmente Eni Plenitude.

## Attività
Nel 2019 Eni gas e luce ha acquisito la quota di maggioranza della società SEA aprendo al settore della riqualificazione energetica degli edifici, in particolar modo per gli edifici di tipologia industriale e per i condomini.
Ad agosto Eni gas e luce è diventata la prima azienda tra le società energetiche a essere iscritta nel Registro Unico degli Intermediari Assicurativi, in qualità di intermediario assicurativo ricevendo il mandato dalla compagnia Zurich.
Nello stesso anno, a ottobre, ha lanciato il nuovo servizio E-Start, proponendo soluzioni di ricarica per i veicoli elettrici ed entrando nel mercato della mobilità sostenibile.
A gennaio 2020 ha acquisito il 70% della società Evolvere, che opera nel settore della vendita, installazione e manutenzione degli impianti fotovoltaici.
Ad agosto 2021 Eni gas e luce ha sottoscritto un accordo per l’acquisizione del 100% di Be Charge, diventando il secondo operatore italiano per punti di ricarica per veicoli elettrici.
A dicembre 2022 Eni Plenitude ha firmato un accordo per l’acquisizione del 100% di PLT (PLT Energia e SEF e rispettive controllate e partecipate), un gruppo italiano integrato nella produzione di energia elettrica da fonti rinnovabili e nella fornitura di energia a clienti retail

### Be Charge

Il logo di Be Charge

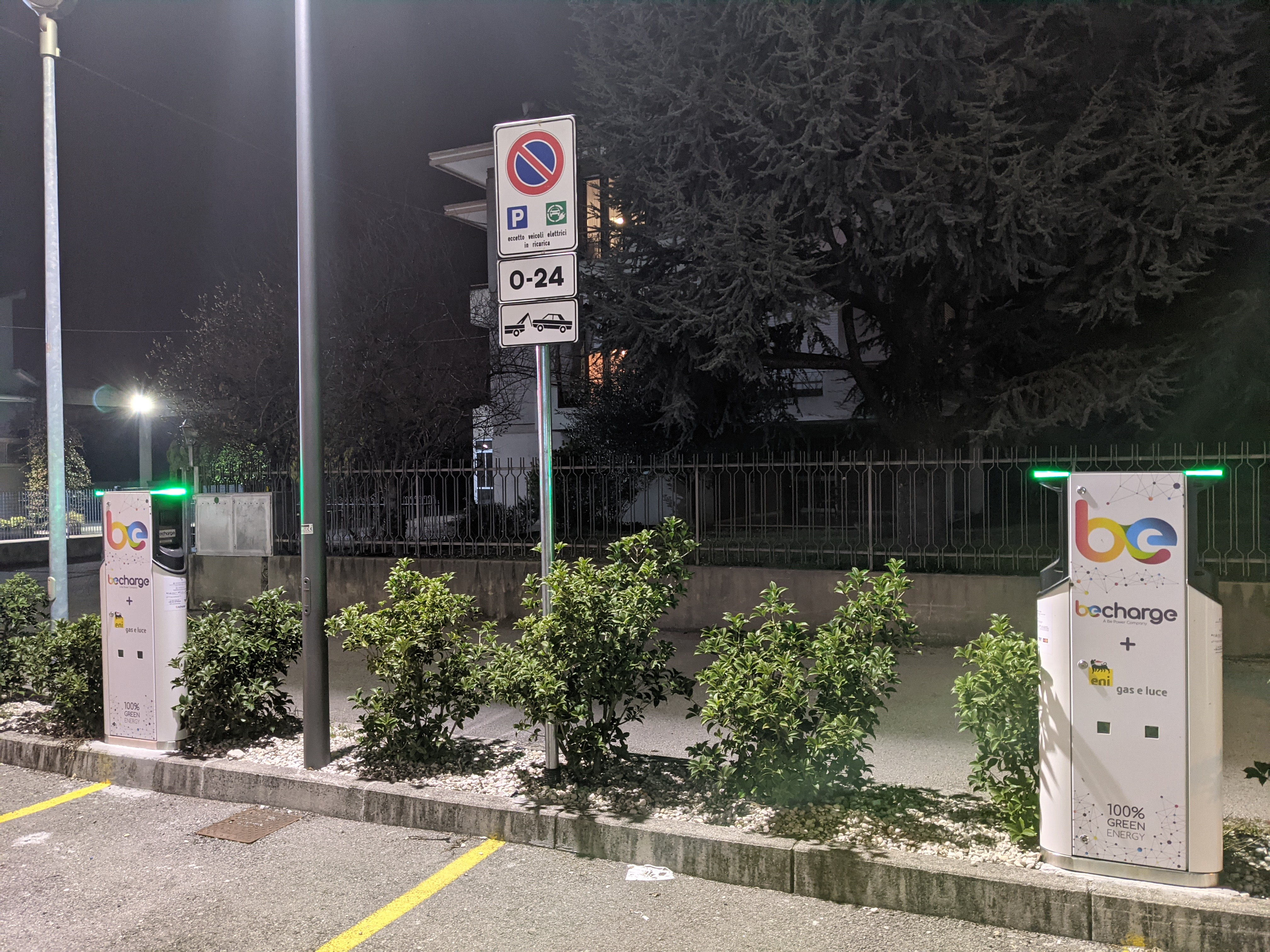
Stazione di ricarica Be Charge

Be Charge S.r.l. è un'azienda italiana che fornisce una rete di ricarica per veicoli elettrici in Italia.
Fondata nel 2017 da Building Energy (poi Be Power), nel 2021 ha avviato una partnership con Eni gas e luce e nello stesso anno è stata acquisita da Eni.
Al 10 maggio 2023 conta 18.295 punti di ricarica per veicoli elettrici, più altri 9.484 in costruzione,  con l'obiettivo di arrivare a 30.000 entro il 2030.

## Presenza
È presente in Italia nelle città di Milano, Bologna, Vicenza, Padova, Treviso, Parma, Genova e Brescia con i suoi punti vendita autorizzati ed è attiva sul territorio nazionale con una rete di 155 esercizi in franchising. Eni Plenitude opera anche nei Paesi di Francia, Portogallo, Grecia e Slovenia mediante società controllate con un totale di 10 milioni di clienti serviti e 2.557 dipendenti. Attraverso progetti di produzione di energia rinnovabile, è presente in Italia, Francia, Spagna, Norvegia, Regno Unito, Stati Uniti d'America, Kazakistan e Australia.